# Savez super zla
Savez superzla je kanadska crtana serija. U Kanadi je prikazan na dvjema televiyijskim postajama, YTV-u i Nickelodeonu. U Hrvatska se prikazuje na kanalu HTV 1.

## Znakovi

### Glavni znakovi
- Voltar
- Doktor Zabac
- Strah od nemira
- Kuća Gedon

### Ostali manji znakovi
- Steva
- Pera Pravda
- Općenito
- Vojnik
- Munjoliza
- Gospodar prstenova
- Zlobanja
- Kapetan Slavni